# Europamästerskapen i bancykling 2026
Europamästerskapen i bancykling 2025 kommer att hållas mellan den 11 och 15 februari 2026 i Konya i Turkiet. Det kommer att vara den 16:e upplagan av europamästerskapen i bancykling.